# San Canzian d'Isonzo
San Canzian d'Isonzo es un municipio situado en el organismo de descentralización regional de Gorizia, en Friul-Venecia Julia, Italia. Tiene una población estimada, a fines de agosto de 2022, de 6033 habitantes.
Llamado Aquae Gradatae durante el Imperio Romano, recibió su actual nombre por ser el lugar del martirio de los santos Cancio, Canciano y Cancianila. 
Este pequeño pueblo está situado a 30 kilómetros de Gorizia, la capital de la provincia, y no muy lejos del importante puerto de Trieste.
El municipio de San Canzian d'Isonzo tenía una población de 5860 habitantes en el censo nacional de 1991. Tras el censo nacional de 2001, la población resultó de 5808 habitantes, lo que muestra un descenso de 0.89% durante la década. Los habitantes estaban distribuidos en 2348 familias, con una media de 2.47 personas por familia.

## Personajes célebres
- Fabio Capello, futbolista y entrenador (1946)

## Evolución demográfica
| Gráfica de evolución demográfica de San Canzian d'Isonzo entre 1861 y 2022 |
|                                                                            |
| Fuente: ISTAT - Elaboración gráfica de Wikipedia                           |